# Lithidium punctifrons
Lithidium punctifrons is een rechtvleugelig insect uit de familie Lithidiidae. De wetenschappelijke naam van deze soort is voor het eerst geldig gepubliceerd in 1962 door Brown.